# Prometabolia
Prometabolia – typ przeobrażenia niezupełnego (hemimatabolii) występujący u niektórych owadów i charakteryzujący się występowaniem dodatkowego stadium – niedojrzałej, liniejącej formy dorosłej, tzw. subimago. Stadium subimago jest bardzo podobne do formy ostatecznej (imago), ale jest wciąż niezdolne do rozrodu.
Schemat prometabolii
jajo → larwa (nimfa) → subimago → imago
Prometabolia występuje u wszystkich gatunków z rzędu jętek (Ephemeroptera), gdzie ostatnie stadium nimfy przeobraża się w subimago przybierającego postać uskrzydlonego, niedojrzałego owada. Różni się on od stadium dojrzałego ciemnymi skrzydłami i krótszymi odnóżami. Forma subimago zazwyczaj funkcjonuje krótko: kilka minut lub godzin, po czym dokonuje się ostatnie przeobrażenie w dojrzałe imago.